# Ami Ōnuki
Ami Ōnuki (大貫 亜美?, Ōnuki Ami; Machida, 18 settembre 1973) è una cantante giapponese, membro del duo J-pop Puffy AmiYumi, insieme a Yumi Yoshimura.
È sposata con il cantante dei Glay, Teru.

## Carriera
Nel 1995 Ami Ōnuki realizzò un demo per la Sony Music Japan, mentre l'amica Yumi Yoshimura realizzò un'audizione per una compagnia che cercava cantanti e attori. La Sony decise di unire le ragazze in un gruppo, chiamato Puffy AmiYumi, che debuttò nel 1996 e riscosse un ottimo successo di pubblico.
Insieme alla Yoshimura, Ami Ōnuki ha diretto il programma televisivo Pa-Pa-Pa-Pa-Puffy e il reality show Hi Hi Puffy Bu. Dal 2004 al 2006 è stata realizzata una serie animata sulle avventure del duo, intitolata Hi Hi Puffy AmiYumi.
Nel 2002 interpretò un ruolo nel thriller Copycat Killer.

## Discografia

### Solista
- SoloSolo (1997)

## Filmografia

### Cinema
- Copycat Killer (Mohou-han) di Yoshimitsu Morita (2002)

### Televisione
- Pa-Pa-Pa-Pa-Puffy (show televisivo) (1997-2002)
- Jimmy Kimmel Live! (serie TV, 1 episodio) (2005)
- Hi Hi Puffy Bu (reality show) (2006)